# Ruisseau de la Brasserie
Ruisseau de la Brasserie är en vik i Kanada.   Den ligger i provinsen Québec, i den sydöstra delen av landet.
Runt Ruisseau de la Brasserie är det i huvudsak tätbebyggt. Runt Ruisseau de la Brasserie är det mycket tätbefolkat, med 1 692 invånare per kvadratkilometer.